# 辣媽終結者
《辣媽終結者》（英語：MILF）是一部2010年美國性喜劇電影，由史考特·惠勒執導。電影由The Asylum製作和發行，當中元素借鑒了《美國處男》（1999年）和《菜鳥大反攻》（1984年）。劇情講述一群似乎無法與同齡女孩建立聯繫的書呆子大學生發現了與性感熟女交往的興奮。電影2010年10月26日採DVD首映發行。

## 演員
- 傑克·庫利森（Jack Cullison）飾演Brandon Murphy
- 菲利普·馬拉特（Phillip Marlatt）飾演Anthony Reese
- 約瑟夫·布頓（Joseph Booton）飾演Nate Hooligans
- 拉蒙·卡馬喬（Ramon Camacho）飾演Ross Makhsilumm
- 艾米·林賽（Amy Lindsay）飾演Holly Reese
- 莫莉妮·格林（Molinee Green）飾演Lori Murphy
- 黛安娜·泰拉諾娃飾演Rhonda
- 凱莉·納許飾演Suzie

## 外部連結
- MILF （页面存档备份，存于） at The Asylum
- 互联网电影数据库（IMDb）上《辣媽終結者》的资料（英文）
- 爛番茄上《辣媽終結者》的資料（英文）